# Corridors of Power (album)
Corridors of Power is het derde soloalbum van de Ierse gitarist Gary Moore, uitgebracht in 1982. Op het album staat een cover van Free's "Wishing Well".

## Lijst van tracks
1. "Don't Take Me for a Loser" – 4:17
2. "Always Gonna Love You" – 3:56
3. "Wishing Well" (Paul Rodgers, Simon Kirke, Tetsu Yamauchi, John "Rabbit" Bundrick, Paul Kossoff) – 4:06
4. "Gonna Break My Heart Again" – 3:19
5. "Falling in Love with You" – 4:52
6. "End of the World" – 6:53
7. "Rockin' Every Night" (Gary Moore, Ian Paice) – 2:48
8. "Cold Hearted" – 5:12
9. "I Can't Wait Until Tomorrow" – 7:47

### Bonustracks op de cd-heruitgave uit 2002
1. "Falling in Love with You" (Remix) – 4:10
2. "Falling in Love with You" (Remix instrumentaal) – 4:24
3. "Love Can Make a Fool of You" - 4:06

## Bandleden
- Gary Moore - gitaar/zang
- Ian Paice - drums
- Neil Murray - Basgitaar
- Tommy Eyre - Keyboards
- John Sloman - achtergrondzang op "Falling in Love with You"
- Jack Bruce - zang op "End of the World"
- Bobby Chouinard - drums on "End of the World"
- Mo Foster - basgitaar op "Falling in Love with You"
- Don Airey - keyboards op "Falling in Love with you"